# Vegeta (condimento)
Vegeta è un condimento universale dell'azienda alimentare croata Podravka.

## Storia
Vegeta venne sviluppato nel 1958 dalla squadra della chimica e tecnica croata-bosniaca Zlata Bartl presso i laboratori della Podravka di Koprivnica, che si trovava allora in Jugoslavia. Il prodotto venne immesso nel mercato l'anno seguente con il nome "Vegeta 40". Nel 1967 venne esportato per la prima volta in Ungheria e Unione Sovietica. Grazie al successo di cui godeva la sua invenzione, Bartl divenne cittadina onoraria di Koprivnica. Oltre che in Croazia, Vegeta viene anche prodotto nei paesi dell'Est europeo, dove gode di grande fortuna, così come in Ungheria e Tanzania; nel 2014 l'alimento era venduto in 40 nazioni diverse.